# 쉐보레 콜벳 C4
쉐보레 콜벳 C4(영어: Chevrolet Corvette C4)는 쉐보레에서 1984년부터 1996년까지 생산했던 스포츠카이다. ZR-1에서 발견된 375 hp (280 kW) LT5로 예시되며, 1990년 3월 초, ZR-1은 175 mph (282 km/h)의 속도를 넘어 최고 24시간 -5,000마일 지상 속도에 대한 새로운 기록을 경신하였다.

## 개요
쉐보레 코르벳 C4는 Zora Arkus-Duntov가 디자인한 C3에서 완전히 새로운 섀시와 더 매끄럽고 더 현대적이지만 여전히 진화적인 스타일로 깔끔하게 단절되었다. 1975년 Duntov에서 인수한 수석 코르벳 디자이너인 데이브 맥렐런의 팀의 작업이었다. 선조의 유리 섬유 패널에서 출발한 C4의 후면 범퍼와 패널은 성형 플라스틱, 시트 성형으로 만들어졌다. C4 패스트백 쿠페는 더 나은 스토리지 접근을 위해 유리 해치백 (한정판 1982년 컬렉터 에디센이이 기능을 갖춘 최초의 코르벳이라고 함)이있는 최초의 일반 생산 코르벳이었다. 유리 섬유 또는 선택적으로 투명 아크릴로 만든 지붕 패널은 제거 가능했다. 코르벳 C4에는 디지털 액정 디스플레이 계기판이 있는 전자 대시 보드가 기본으로 제공된다. 속도 및 RPM, 연료 수준에 대한 그래픽 조합을 표시하고 다른 중요한 엔진 기능에 디지털 디스플레이를 사용했다. 1957년 이후 처음으로 코르벳은 쿼드 유닛 대신 단일 헤드 라이트를 사용했지만 여전히 접을 수 있었다.

## 스페셜 에디션

### 페이스 카 컨버터블
노란색 컨버터블은 1986년 인디애나폴리스 500 레이스의 페이스 카였다. 이것은 1975년 이후로 콜벳 라인업에 없었던 컨버터블 바디 스타일의 반환을 의미했다. 모든 7,315 1986 컨버터블 코르벳 (모든 외부 색상)에는 "Indy 500 Pace Car" 콘솔 식별 번호가 있다.

## 엔진
| 엔진                     | 모델 연식                                         | 최고출력        | 최대토크            |
| ------------------------ | ------------------------------------------------- | --------------- | ------------------- |
| 5.7 L (350 cu in) L83 V8 | 1984년                                            | 205 hp (153 kW) | 290 lb·ft (393 N·m) |
| 5.7 L (350 cu in) L98 V8 | 1985년~1986년                                     | 230 hp (172 kW) | 330 lb·ft (447 N·m) |
| 5.7 L (350 cu in) L98 V8 | 1987년~1989년                                     | 240 hp (179 kW) | 345 lb·ft (468 N·m) |
| 5.7 L (350 cu in) L98 V8 | 1987년 (B2K 캘러웨이)                             | 345 hp (257 kW) | 465 lb·ft (630 N·m) |
| 5.7 L (350 cu in) L98 V8 | 1988년, 1989년 (오토 쿠페 3.07 후방)              | 245 hp (183 kW) | 345 lb·ft (468 N·m) |
| 5.7 L (350 cu in) L98 V8 | 1988년, 1989년 (B2K 캘러웨이)                     | 382 hp (285 kW) | 562 lb·ft (762 N·m) |
| 5.7 L (350 cu in) L98 V8 | 1990년, 1991년                                    | 245 hp (183 kW) | 345 lb·ft (468 N·m) |
| 5.7 L (350 cu in) L98 V8 | 1990년,1991년 (오토 쿠페 3.07 후방)               | 250 hp (186 kW) | 345 lb·ft (468 N·m) |
| 5.7 L (350 cu in) L98 V8 | 1990년, 1991년 (B2K 캘러웨이)                     | 403 hp (301 kW) | 575 lb·ft (780 N·m) |
| 5.7 L (350 cu in) LT5 V8 | 1990년~1992년 (ZR1)                               | 375 hp (280 kW) | 370 lb·ft (502 N·m) |
| 5.7 L (350 cu in) LT5 V8 | 1993년~1995년 (ZR1)                               | 405 hp (302 kW) | 385 lb·ft (522 N·m) |
| 5.7 L (350 cu in) LT1 V8 | 1992년                                            | 300 hp (224 kW) | 330 lb·ft (447 N·m) |
| 5.7 L (350 cu in) LT1 V8 | 1993년~1995년                                     | 300 hp (224 kW) | 340 lb·ft (461 N·m) |
| 5.7 L (350 cu in) LT1 V8 | 1996년                                            | 300 hp (224 kW) | 335 lb·ft (454 N·m) |
| 5.7 L (350 cu in) LT4 V8 | 1995년, 1996년 (수동 변속기 사양) (그랜드 스포트) | 330 hp (246 kW) | 340 lb·ft (461 N·m) |